# Bill Mantlo
Bill Mantlo (né le 9 novembre 1951) est un scénariste de comics, qui a travaillé principalement pour Marvel Comics.

## Biographie
Bill Mantlo naît le 9 novembre 1951 à New York dans le quartier du Queens. Après avoir étudié la photographie, il commence à travailler chez un photographe. Cependant cet emploi ne le satisfait pas et lorsqu'en 1974 un ami lui propose de travailler pour Marvel Comics, il change d'emploi pour devenir coloriste. Peu de temps après, un des directeurs de la publication de Marvel, Tony Isabella, lui propose d'écrire un épisode de Deadly Hands of Kung Fu car le scénariste habituel ne peut honorer son contrat. Isabella est très satisfait du résultat ce qui permet à Bill Mantlo d'être de plus en plus demandé en tant que scénariste. Cela aboutit à ce qu'il soit le scénariste de huit comics simultanément. Il scénarise entre autres Hulk et Spider-Man. Il crée les super-héros La Cape et l'Épée, avec le dessinateur Ed Hannigan ainsi que Rocket Raccoon qui apparaît dans le film Les gardiens de la galaxie. Il est aussi celui qui propose à Jim Shooter, le responsable éditorial de Marvel à cette époque, d'acheter les droits de deux gammes de jouets  les Micronautes et Rom. Jim Shooter se laisse convaincre et Bill Mantlo devient le scénariste des deux comics dont le succès dépasse celui des figurines. Cependant, la façon dont sont traités les auteurs de comics par les éditeurs l'amène à changer de voie. Au milieu des années 1980, il suit des études pour être avocat et en 1987 il obtient le diplôme. Après avoir passé quelque temps dans différents cabinets, il est engagé par la Legal Aid Society situé dans le quartier du Bronx à New York où il défend les personnes défavorisées. Il continue cependant à écrire encore des comics mais cette fois pour DC Comics.
En 1992, il subit un accident en Rollerblade contre une voiture alors qu'il ne portait pas de casque. Il reste dans le coma pendant deux semaines. Depuis il vit encore avec les séquelles neurologiques de cet accident. En 2007, le scénariste David Yurkovich a créé le livre hommage Mantlo: A Life in Comics, les bénéfices étant destinés à aider financièrement Bill Mantlo.

## Publications
- Alpha Flight
- The Champions
- Cloak & Dagger avec Ed Hannigan
- Daredevil
- Deadly Hands of Kung Fu; White Tiger (Hector Ayala) avec George Pérez
- Défenseurs
- Human Fly #1-19 (1977-1979)
- Howard the Duck
- The Incredible Hulk (#245 - #313)
- Invasion! (DC Comics) avec Keith Giffen
- Iron Man (#95 - #115)
- Jack of Hearts
- Marvel Preview (#4, #7, #10 #24)
- Marvel Team-Up
- Micronauts
- Peter Parker the Spectacular Spider-Man
- Rawhide Kid
- Rocket Raccoon (#1-4)
- Rom (#1 - #75 & Annual #1 - #4)
- Sectaurs
- Thor
- The Transformers (Marvel Comics)
- The Vision and the Scarlet Witch (mini séries).
- Werewolf by Night
- X-Men

## Récompenses
- 1978 : Prix Eagle
- 2014 : Prix Bill Finger[1]